# نخل نوبی
نخل نوبی (نام علمی: Medemia argun) نام یک گونه از خانواده نخلیان است.